# Roughlee
Roughlee is een plaats en civil parish in het bestuurlijke gebied Pendle, in het Engelse graafschap Lancashire met 328 inwoners.